# Siphonophora alba
Siphonophora alba är en mångfotingart som först beskrevs av Loomis 1936.  Siphonophora alba ingår i släktet Siphonophora och familjen Siphonophoridae. Inga underarter finns listade i Catalogue of Life.